# Drosanthemum barkerae
Drosanthemum barkerae är en isörtsväxtart som beskrevs av L. Bol. Drosanthemum barkerae ingår i släktet Drosanthemum och familjen isörtsväxter. Inga underarter finns listade i Catalogue of Life.